# Ordine Gyuto

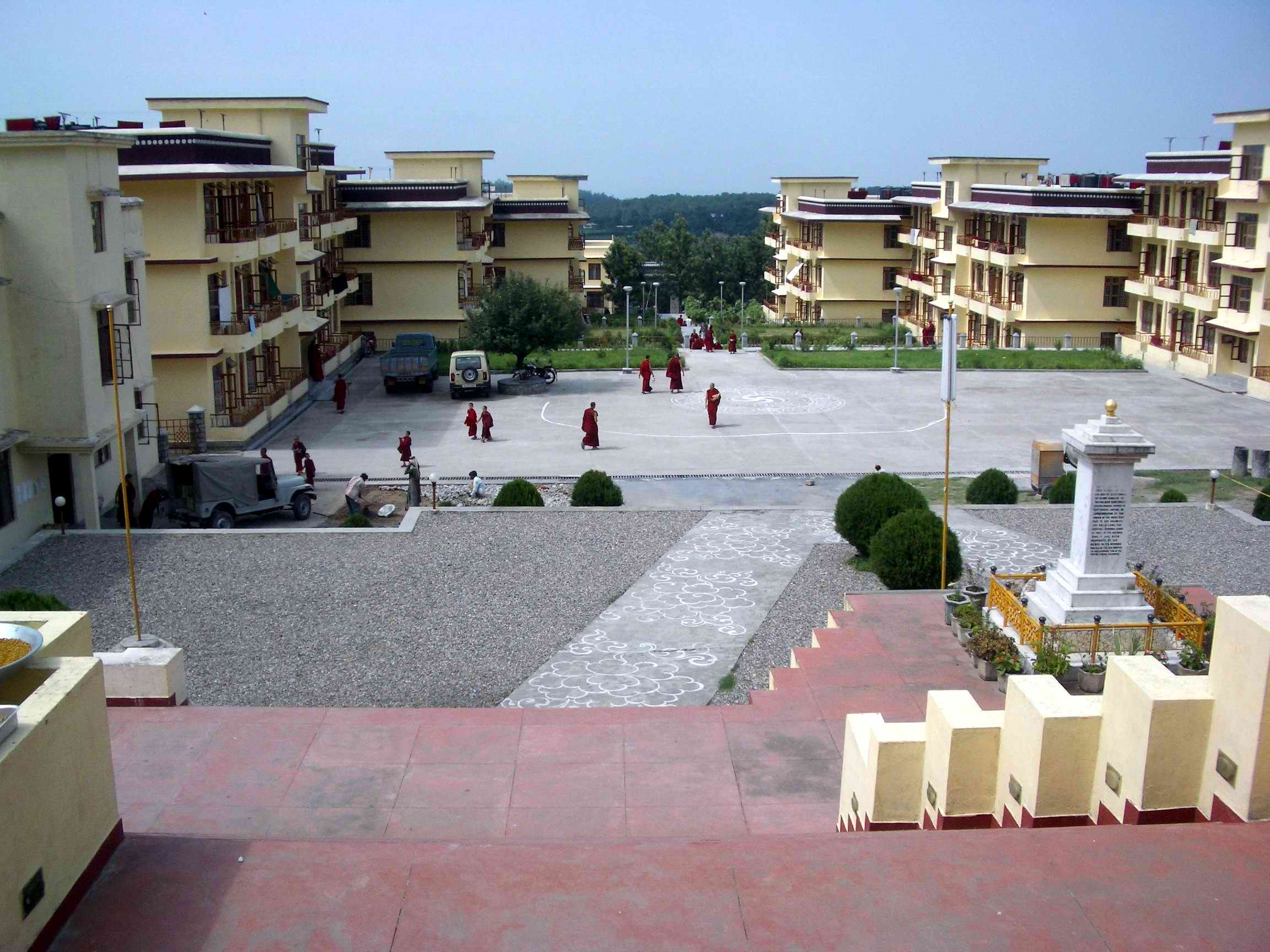
L'Università Tantrica Gyuto

L'Università Tantrica Gyuto (anche Gyütö o Gyüto) è una delle più grandi istituzioni monastiche della scuola Gelug.

## Storia

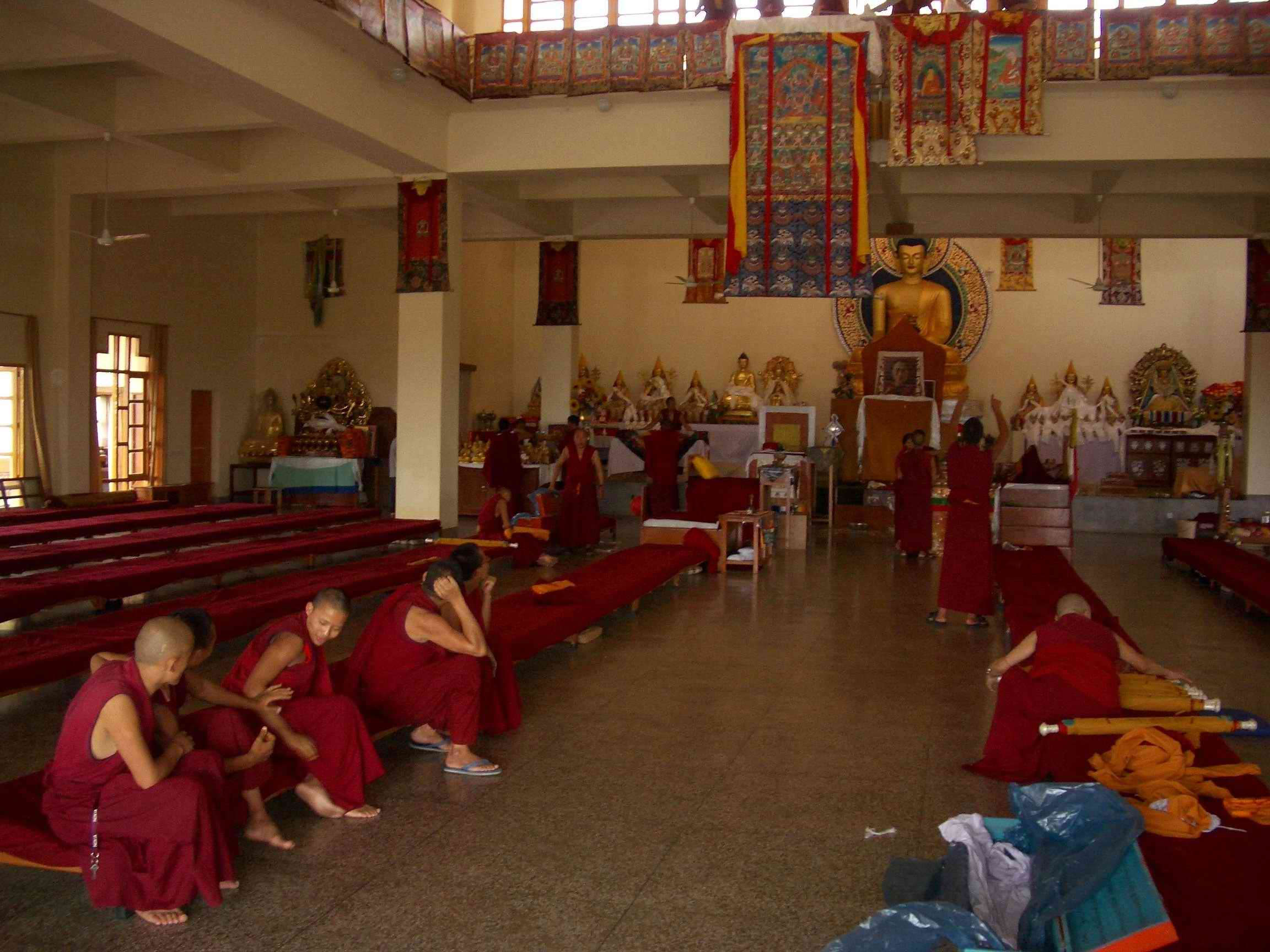
L'interno dell'Università Gyuto

L'Ordine Gyuto (Tibetano: རྒྱུད་སྟོད་ , Wylie: rGyud sTod) fu fondata nel 1475 da Jetsun Kunga Dhondup, ed è una delle più grandi istituzioni tantriche dell'ordine tradizionale Gelug. In Tibet, i monaci che hanno completato i loro studi geshe, sono invitati ad unirsi all'ordine Gyuto o Gyume, un'altra istituzione tantrica, per ricevere una solida base nelle pratiche del Vajrayana. Entrambi i monasteri si trovavano a Lhasa, nel Tibet, ma oggigiorno sono stati ristabiliti in India. Durante l'invasione cinese nel 1950, il monastero contava circa 1000 monaci. 60 Monaci Gyuto fuggirono in India nel 1959. Dopo l'iniziale ritrovo a Dalhousie, in India, il monastero fu fondato nel Tenzing Gang, nello Stato dell'Arunachal Pradesh. 
Il monastero principale si trova ora a Sidhbara, vicino Dharamsala. Oggi sono circa 500 i monaci facenti parte dell'ordine. Il Tempio Rimoche di Lhasa era un tempo all'interno del Monastero Gyuto. 
I monaci Gyuto sono conosciuti per il loro tradizionale canto armonico, anche descritto come "canto tonale", il quale si dice sia stato trasmesso dal suo fondatore. Il loro canto è arrivato alla fama in Occidente a seguito del contratto discografico fatto da David Lewiston nel 1974, è nel 1986 dalla Windham Hill Records.
Nel 1995, un gruppo di Monaci Gyuto, si spostò negli Stati Uniti e si esibì in una serie di concerti con i Grateful Dead. Sotto il nome di "Gyüto Monks Tantric Choir", apparirono nell'album Supralingua di Michey Hart/Planet Drum.

## I Monaci Gyuto in Australia
Nel 2003 un gruppo di Monaci Gyuto si esibì al matrimonio dell'attrice e cantante australiana Toni Collette.
Nel 2008 i Monaci assisterono alla preparazione per l'arrivo di Sua Santità il Dalai Lama, nel Dome, nel Parco Olimpico di Sydney.
In quanto maestro tantrici, i Monaci Gyuto ricoprono un ruolo fondamentale nella tradizione Gelug del Buddismo Tibetano, per questo sono in grado di organizzare, controllare e sovraintendere ai riti necessari per l'accoglimento di Sua Santità durante i cinque giorni di soggiorno. 
Crearono un mandala di sabbia di due metri, raffigurante Avalokiteśvara, in onore del Dalai Lama, incarnazione del Bodhisattva della grande Compassione, e soggetto principale della Cerimonia di Iniziazione. 
Nel dicembre 2008, i Monaci Gyuto tennero un "Tour della Felicità" dell'Australia nel padiglione di Bondi Beach, con un programma di attività che includeva la meditazione, una lezione d'arte tantrica e discorsi pubblici. 
Nel febbraio 2009 i Monaci si esibirono nel loro canto armonico alla Sydney Premiere del Tibet: "Omicidio nella Neve", documentato al Cinema Chauvel, a Paddington, nel Nuovo Galles del Sud. 
Nel maggio 2009 tennero delle sessioni di meditazione di mattina presto per gli attendenti alla "Causa della Felicità" e conferenza a Sydney. 

## L'album "Chants: The Spirit of Tibet" (2013)
Nel giugno 2013 i Monaci Gyuto del Tibet hanno annunciato la stipulazione del loro contratto con la Universal Music, la più grande casa discografica del mondo. Il loro primo album "Chants: The Spirit of Tibet", è stato prodotto da Youth, il bassista della post-punk rock band Killing Joke, le cui produzioni e remix annoverano nomi come Primal Scream, U2, Paul McCarney, Depeche Mode e i Verve. 
Youth ha dichiarato che "i Monaci sono l'esempio, nei loro canti mistici, dell'essenza della Saggezza del Tantrismo Tibetano e della profonda filosofia del Dalai Lama. Questo sistema di fare musica, è creato intenzionalmente per alterare la coscienza e spingerla verso lo stato di illuminazione". 
Inoltre, Orb (conosciuto come l'inventore dell'"ambiente house" negli anni ottanta) ha remixato il famoso "canto tonale" buddista, il quale è diventato la pietra miliare della musica buddista. L'LP è coprodotto e mixato da Tim Bran, che ha prodotto e mixato pezzi dei Verve, La Roux e Scissor Sisters. Grazie alla commercializzazione sotto l'etichetta della Decca Recorcs l'8 luglio 2013, l'album è stato registrato nel monastero di Dharamsala, una remota stazione britannica ai piedi delle colline himalayane. Questo combina il canto inconfondibile dei Monaci Gyuto e la raffinata musica tibetana, con lo scopo di trasportare l'ascoltatore in un altro mondo.

## Glastonbury 2013
In occasione del centesimo anniversario della Dichiarazione Tibetana d'Indipendenza, i famosi Monaci Gyuto del Tibet, sono stati invitati ad esibirsi al festival di capodanno di Glastonbury. Essi si sono esibiti il 27 giugno 2013 nella Green Fields, e hanno creato una mandala di sabbia, il tradizionale mandala tibetano che simboleggia l'universo, composto di sabbia, il quale si dissolve e torna all'acqua e alla terra. 
Thupten Phuntsok dei Monaci Gyuto ha dichiarato: "siamo onorati di essere stati invitati a prendere parte alla prima mondiale dell'esibizione delle arti e del canto, nel centro spirituale di questo sito". 

## Galleria d'immagini

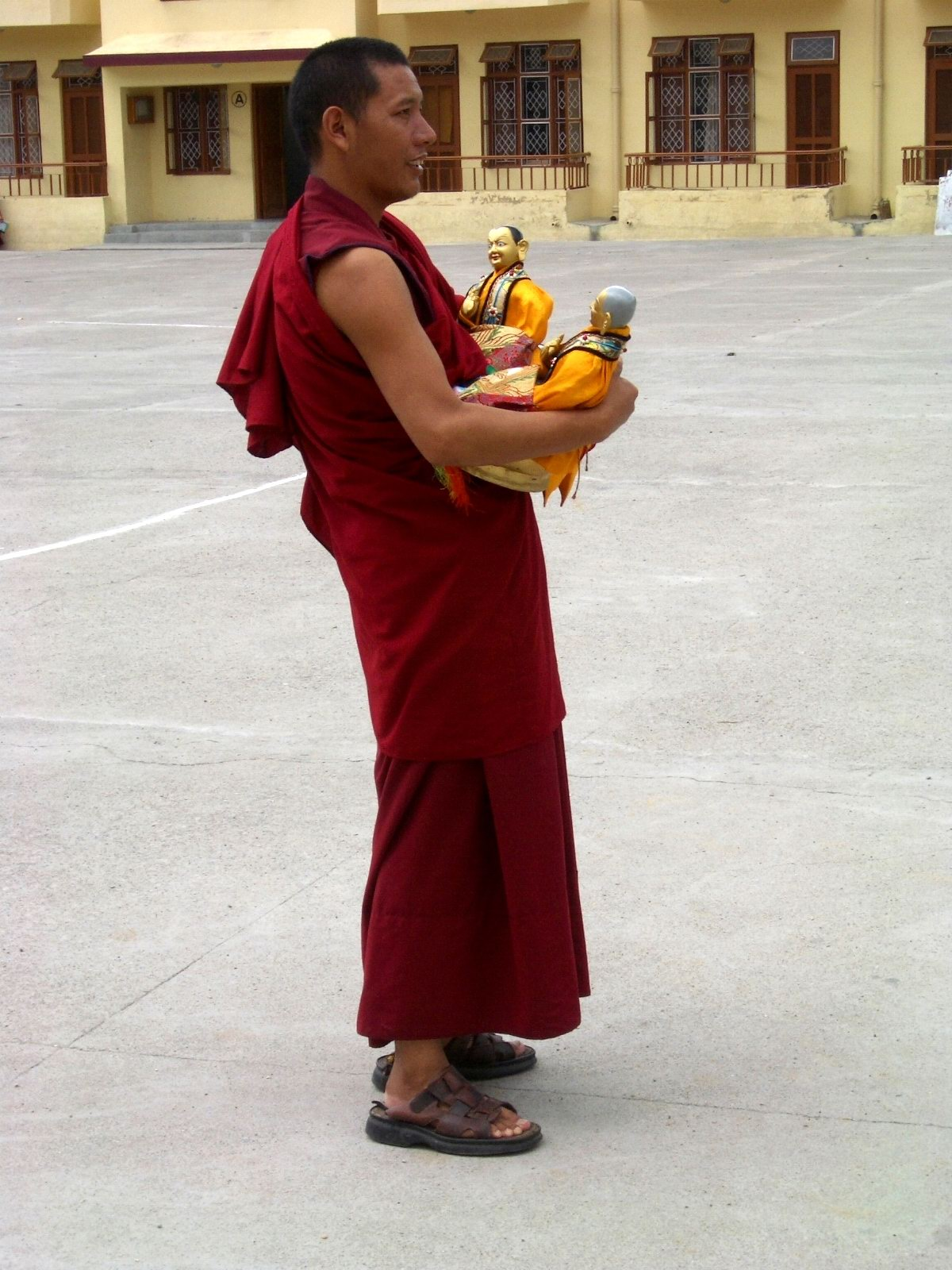
Monaco Gyuto con delle statue.
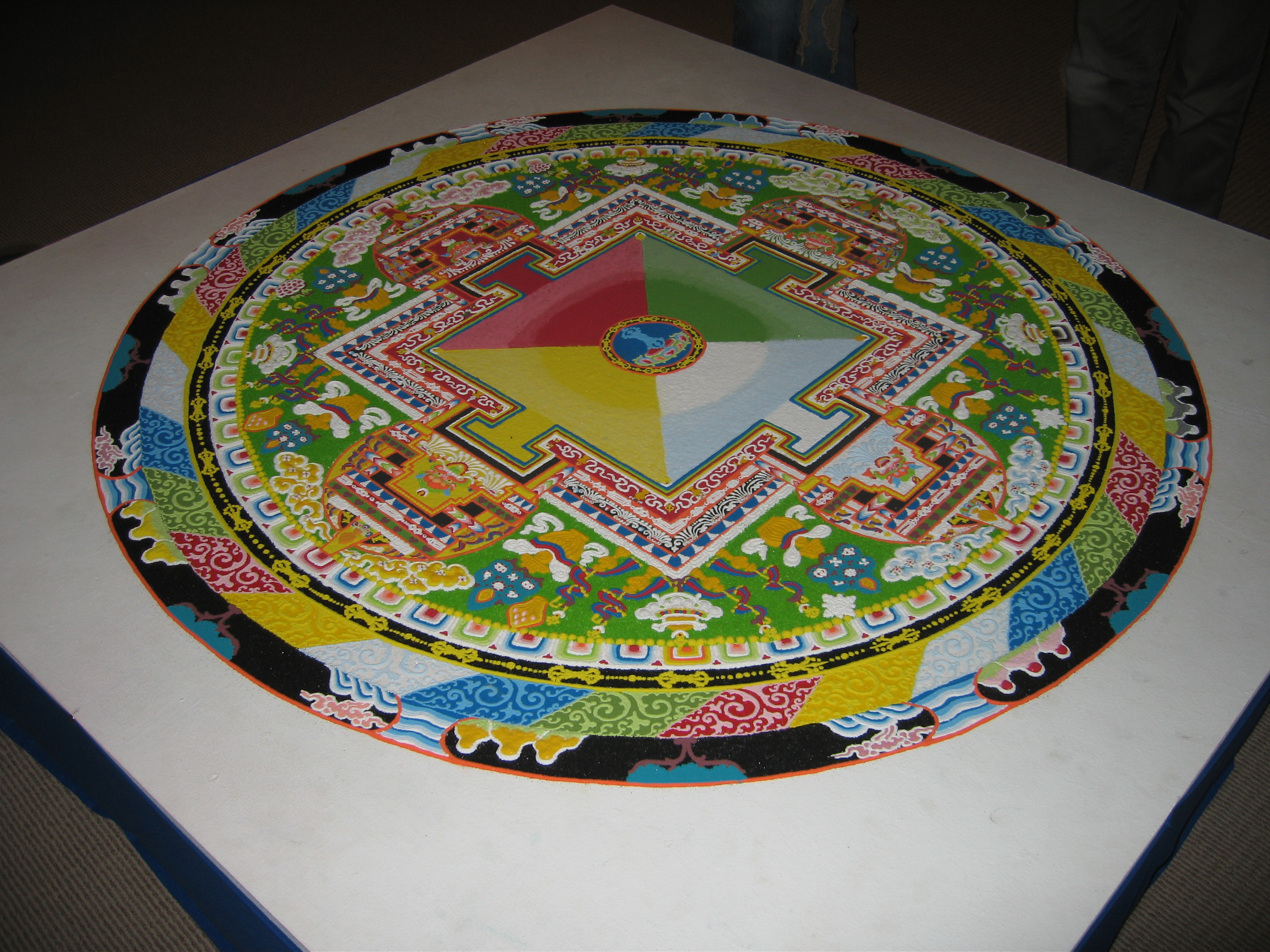
Mandala di sabbia.
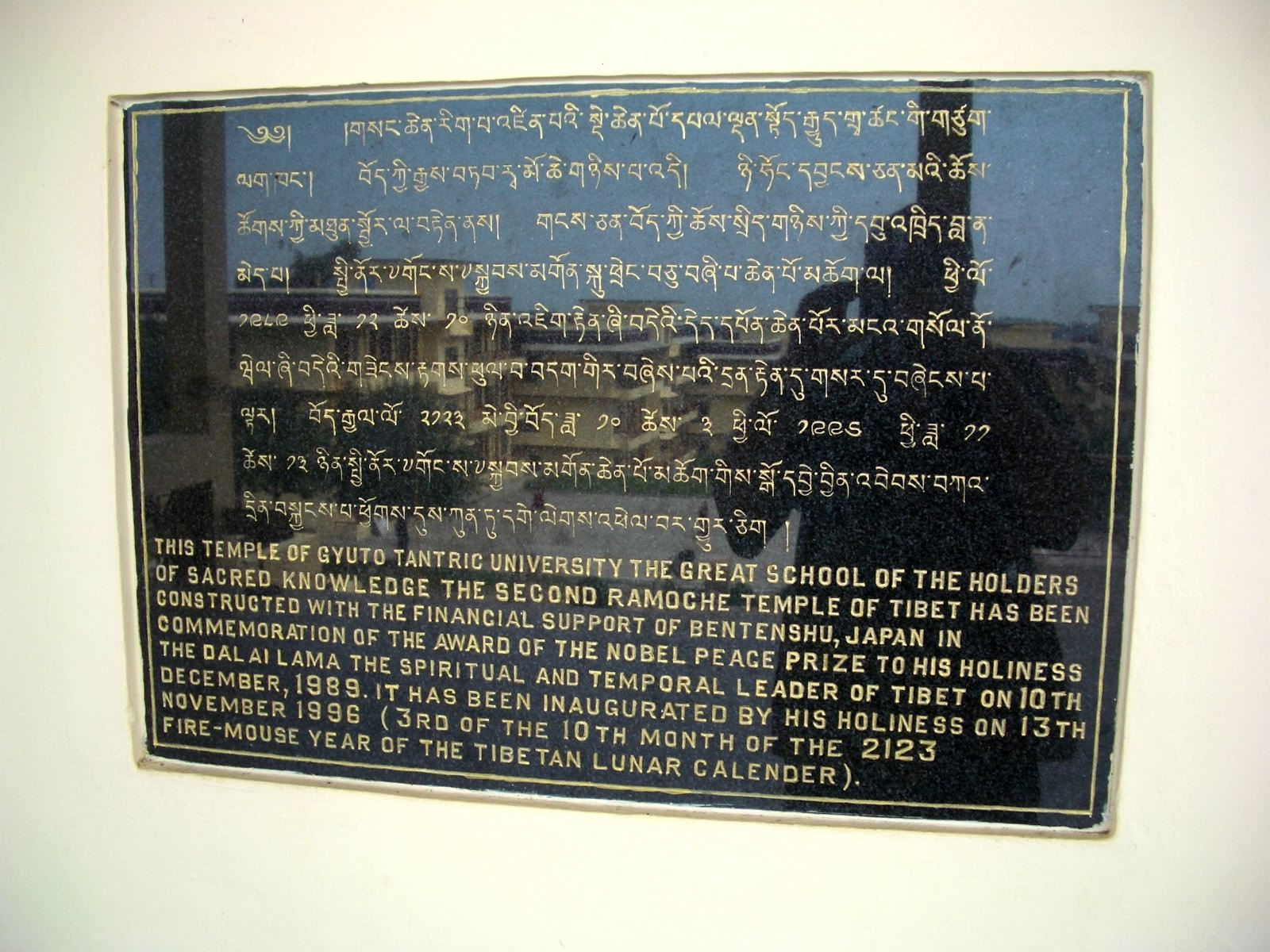
Pietra commemorativa.
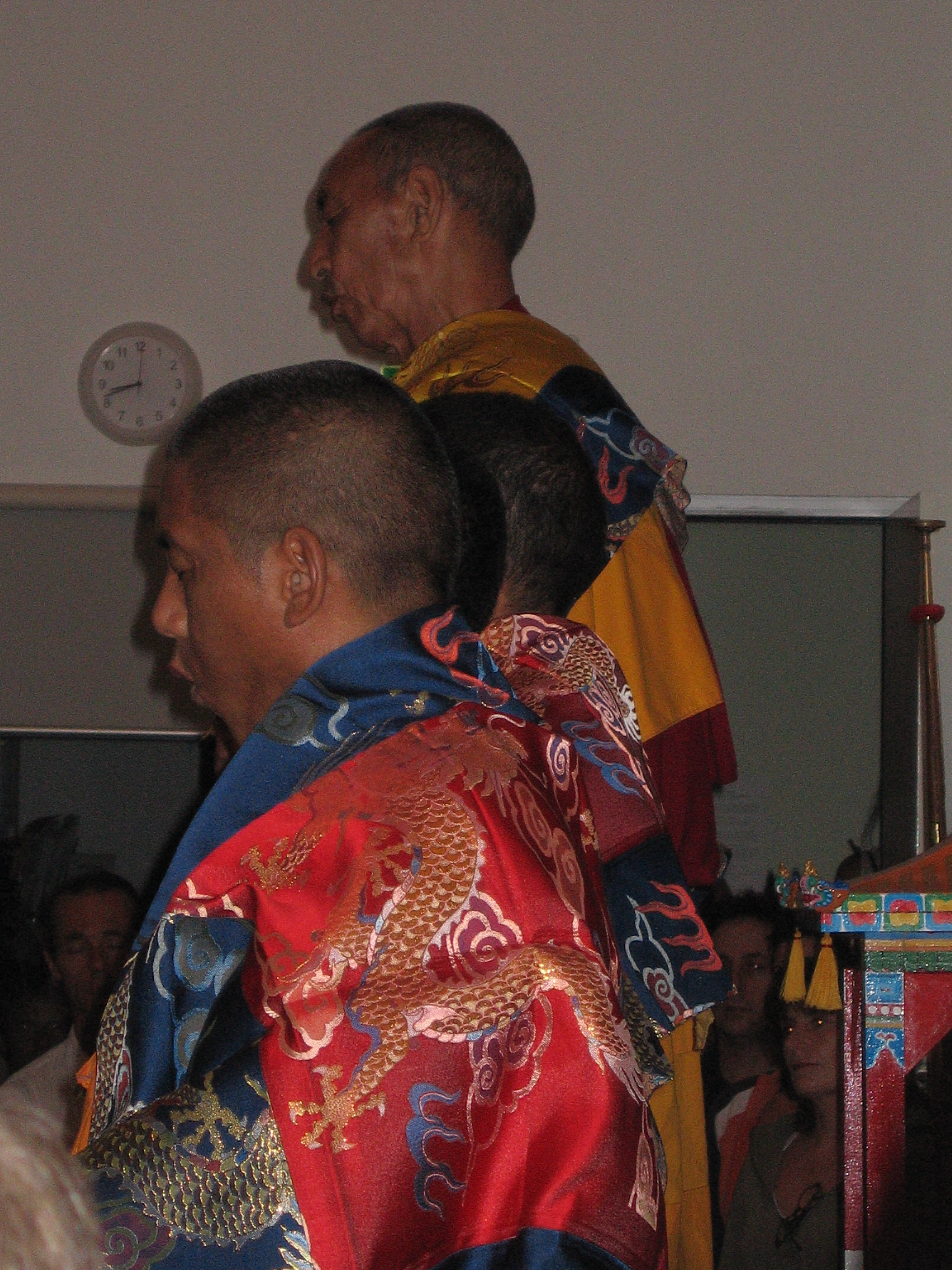
I Monaci Gyuto mentre cantano.

## Filmografia
•	1974 – Tantra Of Gyüto: Sacred Rituals Of Tibet. Diretto da Sheldon Rochlin e Mark Elliott.
•	1989 – The Gyuto Monks: Timeless Voices

## Discografia
•	Chants: The Spirit Of Tibet (2013)
•	Tibetan Chants for World Peace: Gyuto Monks Tantric Choir (2008)
•	Sounds of Global Harmony CD (2001)
•	Om Mani Padme Hum : The Jewel In the Lotus (2001)
•	The Practice of Contentment: A Meditation Guide
•	Tantric Trilogy: The Gyuto Monks of Tibet
•	Colonna sonora di "Sette anni in Tibet"
•	Freedom Chants from the Roof of the World: The Gyuto Monks, The World (Rykodisc/Mickey Hart Series)(1989)
•	Tibetan Tantric Choir: The Gyuto Monks (1986)
•	Music of Tibet - Recorded by Huston Smith, CD prodotto da mondayMEDIA, distribuito sotto etichetta GemsTone (1967)